# 航空安全

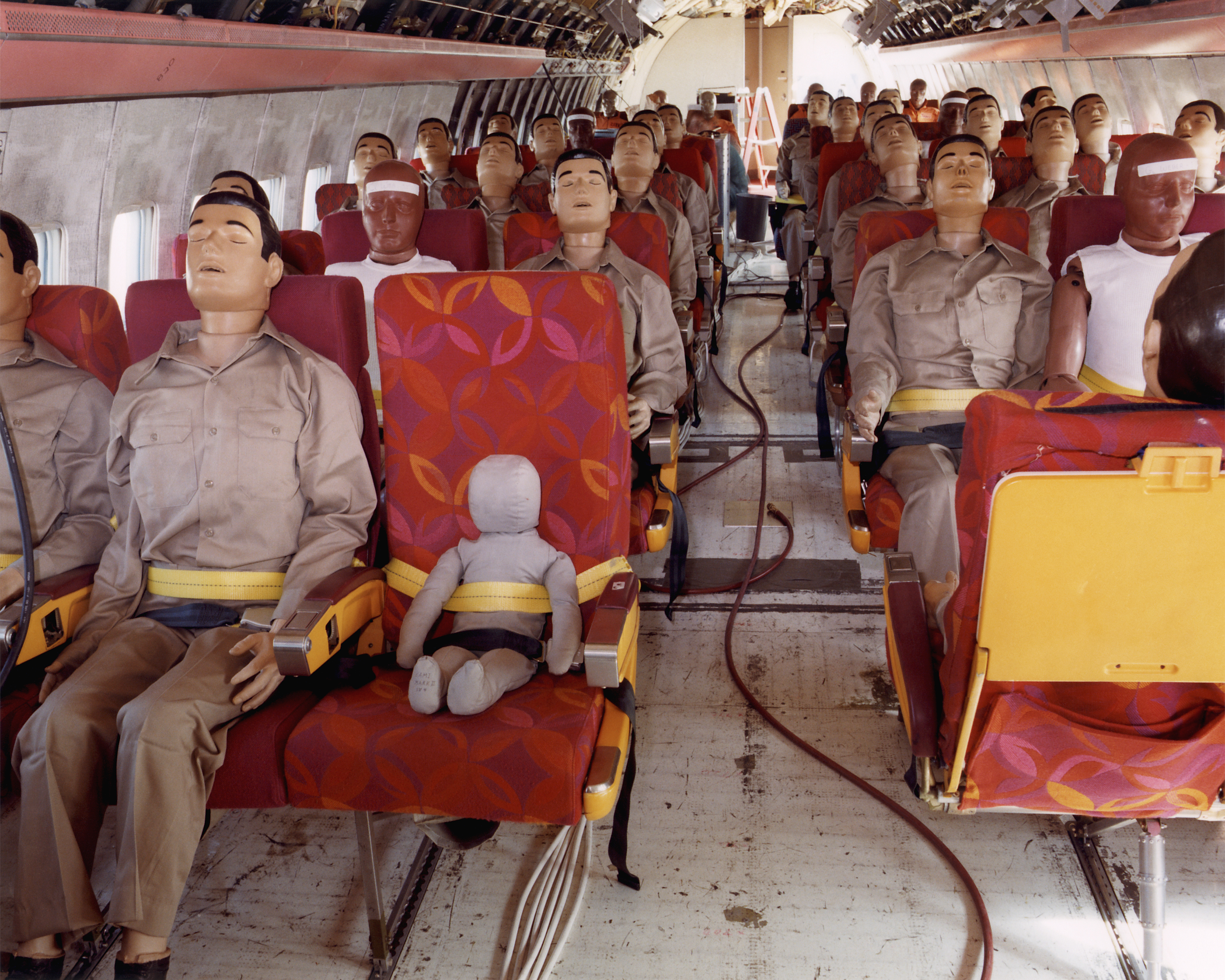
美國太空總署的一次航空安全測試

航空安全是指牽涉航空的安全，概念包括調查與研究空難的原因，以及避免空難發生的措施，包括定下相關規例、培訓相關員工及向公眾進行相關教育。而國際性的航空安全監管組織包括美國聯邦航空局和歐洲航空安全局。
與其它交通事故不同，不少飛機潛在的缺陷通常都未能在飛行測試期間發現，幾乎都是在航空事故後才能發現或才真正被重視，因此某程度上每次航空事故都代表航空交通安全的進步。1954年英國海外航空781號班機空難發現彗星型客機的設計出現嚴重瑕疵，機身蒙皮厚度不足，機上的加壓系統出現問題，導致金屬疲勞。1972年美国航空96号班机事故及1974年土耳其航空981號班機空難均暴露出麥道DC-10貨艙艙門設計上的瑕疵。2001年十字航空498号班机空难後，各國禁止在飛機上使用手機。2002年烏伯林根空難，兩架飛機在空中相撞造成慘劇，事後各國航空公司均要求當空中防撞系統建議與航管指示有衝突時，機師應遵從空中防撞系統指示。飛航史上死傷最為慘重的1977年特內里費空難則讓航空界開始重視駕駛艙的資源管理，開始鼓勵副機長勇於指正機長可能是錯誤的決定。

航空事故的存在往往令人恐惧，虽然遭遇的机率非常低，但是一旦事故发生，死亡率却极高。大多数情况下航空器乘员会全部遇难，有时死亡率甚至会超过100%（死亡率最高的是九一一袭击事件的1406.573%，若将九一一排除，则是肯尼亞航空507號班機，死亡率高达197.333%）。且因为在空中无法使用移动设备，除非通过书面方式，否则航空事故遇难者甚至无法在生命最后时刻留下任何信息。有调查表明，以乘客-旅程計算，航空運輸是最安全的交通工具。以時間計算，每100萬小時才有12.25人死於航空事故，但以死亡率計算，汽車比飛機更為安全
。且汽车虽然事故率高，但是大多数人或其亲朋好友均可持有驾照，但是航空器驾照难以考取，乘客甚至无法预支自己乘坐航空器相关信息，也为航空事故增加了一种“把命交给他人”的无助感，空難的生還率只有24%。其中起飛和降落期間的航空事故佔了總數的70%。
當某航班發生重大航空事故並導致多人傷亡，多数航空公司會把該航班號碼退役，例如日本航空123號班機空難、俄羅斯航空593號班機空難、伊朗航空655號班機空難等，但亦有例外，如中國南方航空3456號班機空難发生后该航班号仍旧继续使用。

## 统计
三项统计指标可以很好地比较不同交通工具的安全程度，第一、二、三個是以搭乘載具的交通性質，職業組員本身的角度，旅行所採用的方式一一分析（有一点值得注意的地方是航空安全一项中并未包含相应的乘坐地面交通工具的死亡率）
| 出行方式 | 每十亿次乘坐 | 每十亿小时 | 每十亿千米 |
| -------- | ------------ | ---------- | ---------- |
| 公交     | 4.3          | 11.1       | 0.4        |
| 铁路     | 20           | 30         | 0.6        |
| 货车     | 20           | 60         | 1.2        |
| 轿车     | 40           | 130        | 3.1        |
| 步行     | 40           | 220        | 54.2       |
| 水路     | 90           | 50         | 2.6        |
| 航空     | 117          | 30.8       | 0.05       |
| 自行车   | 170          | 550        | 44.6       |
| 摩托车   | 1640         | 4840       | 108.9      |